# Belegarzt
Ein Belegarzt ist ein niedergelassener Arzt, der einige Betten („Belegbetten“) in einem Krankenhaus (meistens der Grund- und Regelversorgung) mit seinen Patienten belegen darf. Handelt es sich um eine größere Anzahl von Betten, kann es sich auch um eine Belegabteilung, Belegklinik oder Belegkrankenhaus handeln.
Belegärzte gibt es vor allem in den „kleinen“ Fächern wie Hals-Nasen-Ohren-Heilkunde, Mund-, Kiefer- und Gesichtschirurgie, Urologie, Augenheilkunde, Geburtshilfe und Gynäkologie.
Analog gibt es unter Hebammen die Stellung der Beleghebamme.
Im österreichischen Recht findet sich (Stand 2009) keine Definition zum Belegarzt.

## Rechte und Pflichten
Ein Belegarzt ist nicht an einem Krankenhaus angestellt und darf auch deshalb keine zusätzlichen Wahlleistungen nach der Gebührenordnung für Ärzte (GOÄ) abrechnen. Er ist jedoch berechtigt, Patientinnen und Patienten außer in seiner eigenen Arztpraxis auch in einem Krankenhaus teilstationär oder vollstationär zu behandeln. Dazu darf er die von dem jeweiligen Krankenhaus zur Verfügung gestellten Einrichtungen, Mittel und Dienstleistungen in Anspruch nehmen. Das Krankenhaus zahlt ihm hierfür allerdings keine Vergütung. Er rechnet entweder mit der Kassenärztlichen Vereinigung (KV) auf Basis des einheitlichen Bewertungsmaßstabs (EBM) oder mit Privatpatienten nach der GOÄ ab.
Nach § 121 Abs. 5 SGB V kann ein Belegarzt auch auf der Grundlage von Honorarverträgen mit dem Krankenhaus tätig werden.
Die rechtlichen Grundlagen der Belegarzttätigkeiten regelt der Bundesmantelvertrag für Ärztinnen und Ärzte (BMV-Ä). Jede Belegarzttätigkeit muss nach § 40 BMV-Ä vorher durch die Kassenärztliche Vereinigung anerkannt werden.
Jeder Belegarzt ist auch ein Vertragsarzt. Deshalb ist er verpflichtet, neben seiner belegärztlichen Tätigkeit auch die ambulante Versorgung seiner Patienten zu garantieren. Um dies zu gewährleisten, muss die Arztpraxis im Einzugsgebiet des Krankenhauses liegen.

## Vorteile des Belegarztwesens
Das Krankenhaus profitiert vom Belegarztwesen insbesondere durch eine kostensenkende Verzahnung der ambulanten mit der stationären Versorgung sowie durch eine Erweiterung des Spezialisierungsspektrums ohne zusätzliche Anstellung von Fachärztinnen und Fachärzten. Für Ärztinnen und Ärzte, die sich in Weiterbildung befinden, bietet die Belegarztstruktur die Möglichkeit, Erfahrungen sowohl in der ambulanten als auch in der stationären Versorgung zu sammeln.